# 汉朝文学
汉朝文学是指中國汉朝时期的文学。汉朝诗歌以汉乐府和汉赋出名。汉朝散文则以历史传记著称。《史记》和《汉书》都出自这一时期。

## 詩歌
五言詩，大致可以推斷是起源於西漢末年至東漢時期出現的民間歌謠“樂府”。詩歌以五言為句，相比質樸及單調的《詩經》的四言詩更富起伏及表現力，所敘述的內容範疇大大地擴展起來。樂府中有許多五言詩歌，內容以故事為格局，如當中的《孔雀東南飛》就是合共有357句的長篇作品。
至東漢末期，政治混亂，社會動盪，長久以來唱詠的五言體詩歌受到尋求新的文學體裁的知識階層重視，逐漸正式地運用到文學創作上。如作者不詳的《古詩十九首》，就是這時期的五言詩創作的成果。《古詩十九首》的大部分作品以悲傷的歌調為主，內容環繞與相愛的人別離的悲傷，人生無常的概嘆，對死亡的恐懼，生命短暫等等，比如當中的第十一首：
回車駕言邁，悠悠涉長道。四顧何茫茫，東風搖百草。所遇無故物，焉得不速老？盛衰各有時，立身苦不早。人生非金石，豈能長壽考？奄忽隨物化，榮名以為寶。
這首詩描寫人的一生由老到死，直至滅亡的時間流逝的感覺。《古詩十九首》的悲歌格調及時間流逝的感覺直至六朝仍是五言詩的主要風格。

## 散文

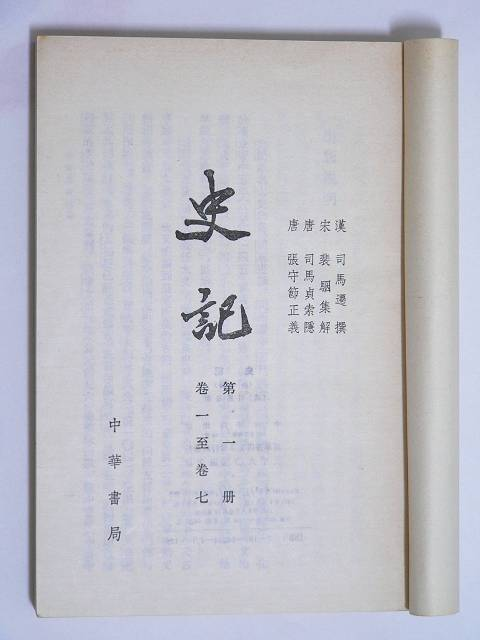
史记

西漢武帝時期，司馬遷編撰了《史記》一書，內容敘述了由上古五帝至當時西漢武帝時期的歷史，是一部出色的歷史散文作品、中国首部使用纪传体的史书。
《史記》共130卷，共分十二本纪、十表、八书、三十世家和七十列传5个部分。本紀12卷，敘述當權者的世系及有關的史事；表10卷，表列春秋，戰國，秦末分裂時期諸侯各國的關係狀況；書8卷，記載文化制度的沿革；世家30卷，記載春秋以來諸侯的世系及歷史；列傳70卷，記載各式各樣的人物的生平，最後一篇為太史公自序，記述撰寫《史記》的緣起。這種史書體裁後世稱為“紀傳體”。

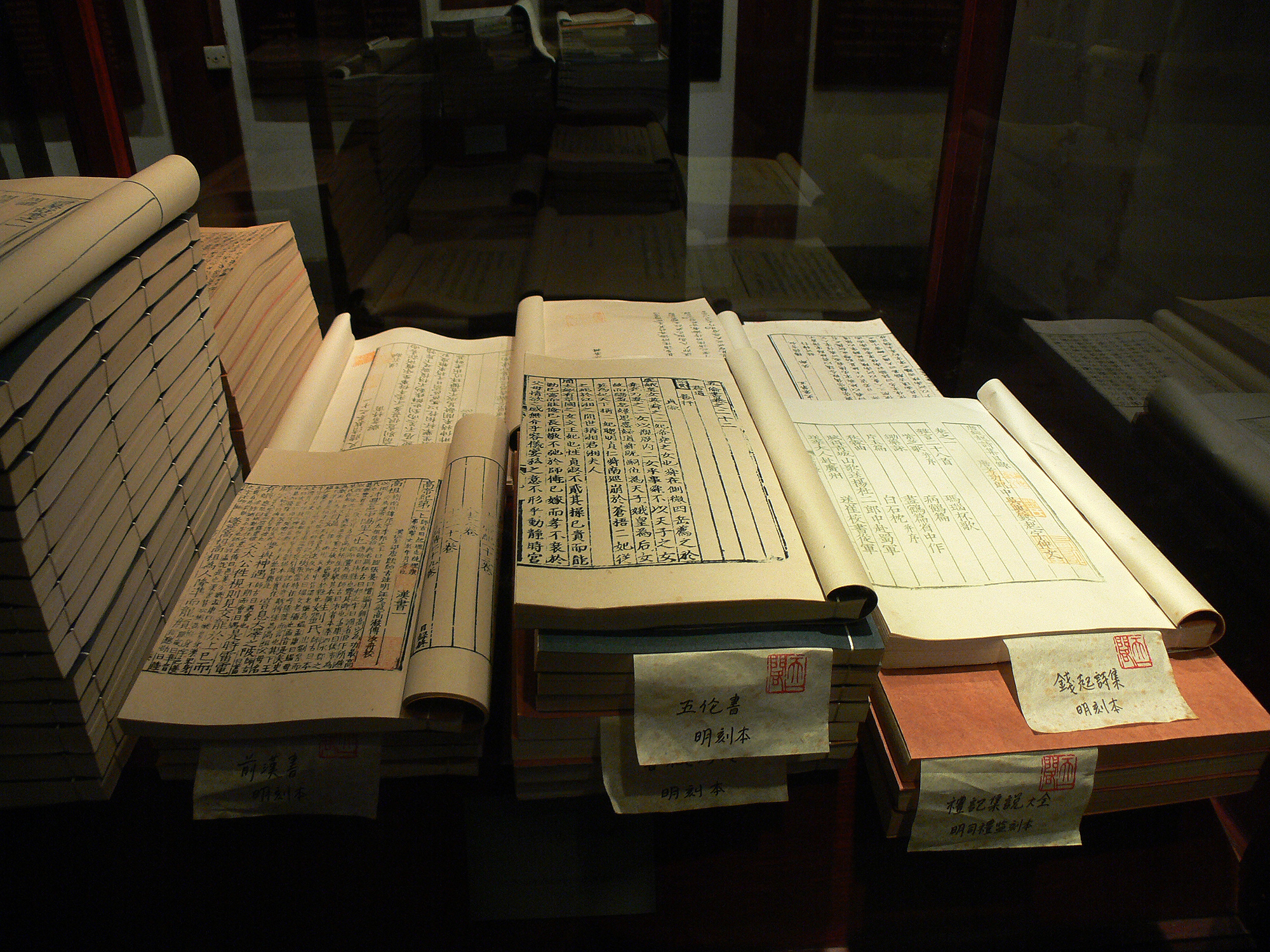
天一阁的《汉书》明刻本

在《史記》中，列傳是全書最精彩的部分，描述對象由軍事家、政治家、學者，到富豪、遊俠、滑稽家等等，涉及社會各階層的人物。司馬遷善於剪裁史料及鋪敘史事，在撰寫時候也注意到人物的心理刻畫及個性的展現等等，用平白的文字就能把這些人物描畫得栩栩如生，展示出他的高度的表達技巧。
《史记》虽然是一部历史著作，但后世也常常赞赏它的文学价值，鲁迅曾评价其为“史家之绝唱，无韵之离骚”。《史记》在传记中对人物的描写对后世有相当的影响，冯梦龙的《东周列国志》和明清的传奇许多情节结构就直接取材于《史记》。
東漢時期，班固写下了另一部紀傳體作品——《漢書》。跟通史性質的《史記》相比，《漢書》仅撰寫了西漢一朝歷史的斷代史。班固首創的斷代史為後世的正史系列史書奠定基礎。書中敘述史事較為細緻，字裡行間也可看到有漢賦的影子。

## 賦
漢朝時期其中一種代表文學是“賦”。這種文學體裁受戰國時期楚辭的影響而產生出來。劉勰在《文心雕龍·詮賦》中是这样解释賦的：
賦者，鋪也，鋪采攡文，體物寫志也。
換言之，就是用許多不同的辭藻來描畫所要表達的對象。這種文體盛行於漢朝的宮廷文人，由《鵩鳥賦》的作者賈誼開其端，其後枚乘寫下《七發》，對日後賦的發展產生巨大的影響。至漢武帝之世，宮廷文人司馬相如寫下許多著名的作品，至此，漢賦這種文體達至完備。
司馬相如是當時聞名於世的辭賦家，其中以天子遊獵為主題的《子虛賦》（《文選》把之分為《子虛》，《上林》）最著名。該賦藉著子虛，烏有先生及亡是公三人的議論作為全篇的內容核心。在作品開始，楚國出身的子虛先生把楚王遊獵的盛況仔細地道出，接著，齊國出身的烏有先生也把齊國的盛況敘述，對楚國的繁華進行反駁。最後，一直沉默地聽著二人爭辯的亡是公就把上林苑及漢朝天子遊獵的盛大場面闡述出來，表達出前兩者所述的情形不能夠跟漢朝的繁華相提並論，使兩人無話可說。
另外，自枚乘的《七發》以來，賦多藉著兩三個人物的辯論為中心，加上華麗的修辭技巧，形成出綿密的論戰佈局。這種富論說色彩的文學，也可以看出是繼承了戰國時期《莊子》，《韓非子》等的說理散文的特色。
司馬相如的《子虛賦》，同樣運用高度的修辭技巧把三人所陳述的豪華盛況刻畫出來，當中以亡是公的上林苑為全篇的壓軸。亡是公把流經上林苑的河流，在河川生活的魚鳥，聳立的山脈，溪谷，分散在苑中不同地方的宮殿，以及庭院的樹木加以敘述，淋漓盡致地展示出上林苑的廣闊的空間。以下部分就是司馬相如借亡是公的口來描畫出上林苑的河流的魚，水底的寶玉與群飛的水鳥。
於是乎蛟龍赤螭，䱎䲛漸離，鰅鱅鰬魠，禺禺魼鰨；揵鰭掉尾，振鱗奮翼，潛處乎深巖。魚鱉讙聲，萬物衆夥；明月珠子，的皪江靡；蜀石黃碝，水玉磊砢；磷磷爛爛，采色澔汗，叢積乎其中。鴻鷫鵠鴇，鴐鵞屬玉，交精旋目，煩鶩庸渠，箴疵鵁盧，羣浮乎其上。汎淫泛濫，隨風澹淡，與波搖蕩，掩薄水渚，唼喋菁藻，咀嚼菱藕。
司馬相如把上林苑許多細緻的部分像是博物誌一樣詳細綿密地描畫出來，把皇帝庭院上林苑的富麗堂皇的全景呈現出來，讀者猶如身臨其境。
這裡值得注意的是，賦是以文辭鋪敘為原則，來描寫庭院宮殿的建築空間、都市空間等等廣闊空間最有效的寫作技巧。正是司馬相如才能把這種表達技巧發揮到極點，同類型的作品中，後世中也無人能及。
《上林賦》一開始把上林苑的富麗堂皇細緻地鋪寫出來，在最後以諷喻宮廷生活的過度奢華作結，不免有一點牽強附加的感覺。傳統的看法均認為賦在展示富麗堂皇的同時也應該具有諷諫的內容，所謂“勸百而諷一”，但這不過是表面的看法。實際上，在這篇作品，司馬相如也只是盡宮廷文人的責任，向武帝獻上贊美之詞。司馬相如藉著描寫武帝所統治的空間之廣，所擁有物產之豐，來襯托出武帝的權勢是無可比擬的。
司馬相如之後，王褒、揚雄也是西漢著名的辭賦家，但論作品之比例，修辭技巧仍不及司馬相如。
賦在西漢發展完備，至東漢成為主要的文學類別之一，相類似的作品為數不少。如以當時的大都市長安及洛陽為題，一流的辭賦家班固及張衡分別寫下《两都赋》及《二京賦》等代表作。這兩篇作品的文學成就雖然相比西漢的長篇的賦絕不遜色，但其手法始終是模仿司馬相如，故其作品失之於沒有個性及平板。因此，為了突破模仿前人之格局，兩人也嘗試改變描寫對象，寫一些具思想性及內在性的作品，如班固的《幽通賦》及張衡的《思玄賦》。
自此，賦的題材及思想內容開始出現變化，直到六朝末期，大量的佳篇陸續出現，張衡將歌功頌德的辭賦發展為小品式的“抒情小賦”。就是說，以自然的小情景，悲恨為題材，運用高度的修辭技巧，從而建構出美的世界。賦的風格大大地改變了。至西晉，左思寫下《三都赋》，同類型像漢朝的長篇敘事賦的作品也不斷地出現，但南朝的《昭明文選》所收錄的漢魏六朝的賦均是一些抒情小賦。
由此看來，賦是以長篇敘事為正統，但這種特色至東漢漸漸失去活力，這種發展絕不是偶然。西漢的賦，善於以論辯的格局來鋪敘廣闊的空間，及運用充滿活力的表現手法，這正配合生於繁榮安定的時代的作家們的價值觀。但是，隨著時代的推移，至東漢末年，社會動盪，作家們的價值觀發生變化，一直以來善寫富麗堂皇的賦不足以描寫當時的社會現實及人們的思想感情。